# Civilisation (album)
Pour les articles homonymes, voir Civilisation (homonymie).
Albums de Orelsan
La fête est finie
(2017)
Singles
1. L'Odeur de l'essence
Sortie : 17 novembre 2021
2. Jour meilleur
Sortie : 16 décembre 2021
3. La quête
Sortie : 21 janvier 2022
4. Du propre
Sortie : 16 juin 2022
5. Ensemble
Sortie : 13 juillet 2022
6. Évidemment (feat. Angèle)
Sortie : 28 octobre 2022

Civilisation est le quatrième album studio du rappeur français Orelsan sorti le 19 novembre 2021. L'album est produit par les labels 7th Magnitude (en) et 3e Bureau pour la maison de disque Wagram Music et édité par Warner Chappell Music France.
L'album est réédité le 28 octobre 2022 en une édition augmentée, intitulée Civilisation édition ultime, contenant dix titres supplémentaires présentés sur un second disque nommé Civilisation perdue.

## Genèse
Cette section ne s'appuie pas, ou pas assez, sur des sources secondaires ou tertiaires indépendantes du sujet. Le texte peut contenir des analyses inexactes ou inédites de sources primaires.
Pour l'améliorer, ajoutez-en, ou placez des modèles {{Source secondaire souhaitée}} ou {{Source secondaire nécessaire}} sur les passages mal sourcés. (novembre 2022)

### Contexte
Après le succès commercial de La fête est finie, avec lequel il a été récompensé d'un disque de diamant et d'une victoire de la musique, Orelsan se fait plutôt discret : sur l'année 2019, il ne participe qu'à quatre collaborations. Avant de commencer à travailler sur son prochain album, le rappeur arrête de consulter ses réseaux sociaux.

### Écriture et enregistrement

#### Civilisation
En mars 2020, à l'annonce des mesures de confinement liées à la pandémie de Covid-19, Orelsan quitte Paris pour se retrancher avec sa famille dans sa maison de Ver-sur-Mer, dans le Calvados. Il s'y est fait construire un studio d'enregistrement dans son jardin, livré juste avant le début du confinement. Son frère, Clément Cotentin, qui vient de quitter son poste de journaliste sportif à Canal+, débute le tournage des images qui composeront la deuxième saison de Montre jamais ça à personne. Orelsan entame cette période inédite avec l'objectif d'écrire « plein de bouts de [chansons] » qu'il présentera à Skread, son compositeur et producteur de longue date, et Ablaye, son ami et associé, pour « faire le tri » dès qu'ils pourront se retrouver. Avant de réellement commencer l'écriture de l'album, Orelsan dit avoir déjà « 4 ou 5 idées de morceaux » et réfléchit également à un concept pour l'album, qu'il décrit comme « détruire pour reconstruire ». Skread voit quant à lui un album « complet [...] avec la même puissance de chanson sur tous les morceaux ». Orelsan profite également de ce temps libéré pour se renseigner sur le processus de fabrication d'un vêtement, qui l'inspirera par la suite sur le titre Baise le monde.
Rattrapé par le syndrome de la page blanche, l'artiste remet brièvement en question sa volonté de composer un nouvel album. Face à la caméra de son frère, il déclare que « ce qui rends [fou], c'est qu'il y a un moment où t'écris, tu te dis : « Je suis peut-être en train de faire un chef-d'œuvre », et en fait c'est nul à chier. [...] La musique, c'est pas amusant. ». Le Petit Guide pour être un grand fils de pute est le nom de travail de la première maquette sur lequel Orelsan travaille : après une journée passée à chercher des samples utilisant l'expression « fils de pute » dans des films français et deux semaines de travail, ce titre « en cinq parties » ne le satisfait pas.
À l'issue de ces sessions d'écriture et d'enregistrements de démos, Orelsan déclare être satisfait par « une dizaine » de morceaux. Ces morceaux ne sont encore que des ébauches et des bribes mais déjà les toutes premières versions de Du propre, Bébéboa, Rêve mieux, Seul avec du monde autour, L'Odeur de l'essence et Jour meilleur ainsi que le concept de Baise le monde sont posés durant cette période,. À ce stade, Point de rupture est « une des maquettes les plus avancées ».
Le quatuor se rend en juin 2020 à Saint-Martin-de-Bréhal, lieu de rencontre de Skread et Ablaye durant leur adolescence, où ils louent un pavillon. Pendant deux semaines, Orelsan et Skread écrivent ensemble mais rien ne se dégage de ces sessions. Skread compose néanmoins une instrumentale, intitulée Lieutenant Dan, qui sera réarrangée pour servir de base à Jour meilleur.
En octobre 2020, Orelsan poursuit l'écriture de son album à Tulum, au Mexique, où, accompagné de son frère Clément et d'Ablaye, il a suivi Skread pour le soutenir sur un projet professionnel. Néanmoins, l'ouragan Zeta met à mal les rendez-vous prévus entre Skread et ses collaborateurs internationaux et le groupe décide de se concentrer à nouveau sur l'album d'Orelsan.

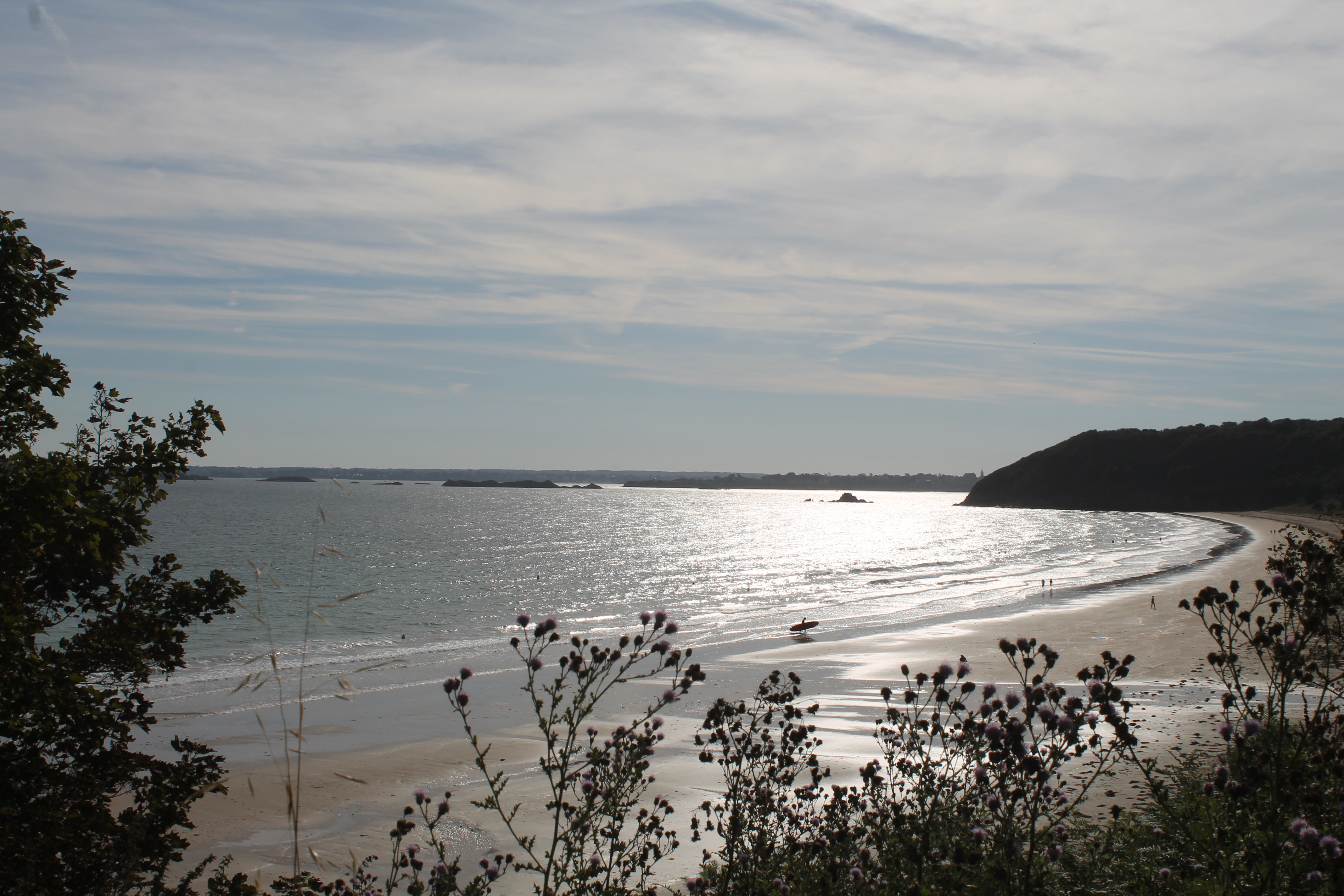
C'est à Saint-Cast-le-Guildo sur la Côte d'Émeraude qu'Orelsan et Skread finalisent l'écriture de premiers morceaux de Civilisation.

Fin 2020, la composition du morceau Ensemble se rapproche considérablement de sa forme définitive mais, à cette date, aucun titre de Civilisation ne peut encore prétendre être arrivé à ce stade. En février 2021, Orelsan, son frère Clément, Skread et Ablaye louent une villa de Saint-Cast-le-Guildo, en Bretagne, pour continuer la composition de l'album. Durant ces sessions, Jour Meilleur est le premier morceau dont l'écriture se finalise, engrangeant une dynamique stimulante qui permet à Orelsan d'également terminer Bébéboa, Seul avec du monde autour et Baise le monde.
En mars 2021, toutes les ébauches et les textes d'Orelsan, stockés sur l'application Notes de son Macbook Pro, disparaissent du jour au lendemain. Après l'intervention de son ami informaticien Mout, les notes seront récupérées en juin 2021. Orelsan écrit le titre Manifeste, inspiré par son travail de scénariste sur Comment c'est loin et par le climat de manifestations grandissant en France avec le mouvement des Gilets Jaunes.
Le producteur français Phazz, déjà présent sur La fête est finie, est appelé en renfort sur le projet : son profil technique et ses influences variées rendent ses capacités complémentaires avec celles de Skread. Orelsan et Phazz travaillent ensemble pendant une à deux semaines, à Lyon dans le Rhône, « à cafouiller » à la recherche de nouvelles mélodies et sonorités. Phazz créé l'instrumentale de Rêve Mieux en samplant la voix du rappeur. En juin 2021, la promotion autour du retour de l'artiste débute, alors que l'album « ne ressemble pas [encore] à grand chose » d'après Skread. Orelsan retourne travailler avec Phazz à Lyon en juillet 2021. L'instrumentale de la Quête est composée durant cette période, avec l'aide de Skread. Orelsan et son équipe de production se déplacent à Bruxelles, en Belgique, pour travailler avec Angèle sur l'écriture du titre Évidemment.
L'écriture de Civilisation entre en pause vers la fin du mois d'août 2021 dans le cadre de la préparation et la célébration du mariage d'Orelsan, de son vrai nom Aurélien Cotentin, avec sa compagne Ahélya. Quelque temps après, cet évènement ainsi qu'une remarque de son frère sur sa récente paternité inspireront l'artiste normand sur l'écriture du dernier couplet de La Quête. Les jeunes mariés partent en voyage de noces en Grèce pendant trois semaines et le travail sur l'album peut reprendre fin septembre 2021.

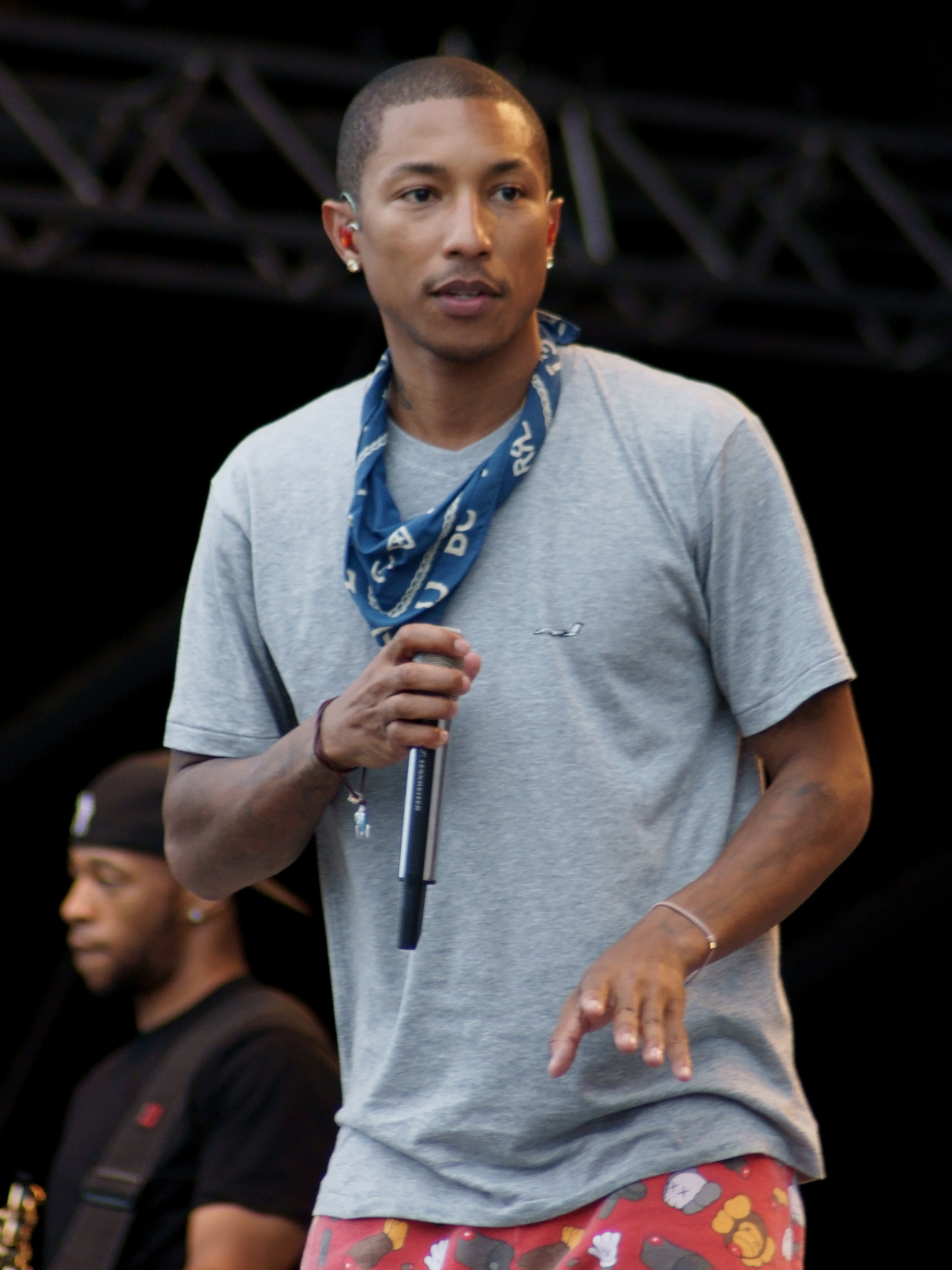
L'artiste américain Pharrel Williams chante sur le refrain de Dernier Verre.

Le rappeur et ses acolytes s'envolent sitôt après pour le Mexique en vue de se mettre en quarantaine pour pouvoir ensuite rejoindre les États-Unis. Le documentaire de Clément Cotentin révèle qu'à ce stade de l'écriture de l'album, son frère travaillait sur dix-neuf morceaux : Président et Les Meufs sont les titres de travail de pistes qui ne seront pas présentes sur Civilisation. En une semaine de travail, les paroles de dix morceaux « sont finies », mais l'artiste a des difficultés à achever certains textes, notamment celui du titre Évidemment. Une fois la période de quarantaine écoulée, le groupe rejoint le studio d’enregistrement de Pharell Williams à Miami, aux États-Unis, pour écrire et enregistrer un featuring avec The Neptunes, Orelsan étant un grand admirateur du duo. Williams compose une instrumentale et enregistre un refrain qui inspire grandement le rappeur, qui écrit le reste du morceau en deux jours.
Début octobre 2021 est écrit et enregistré, en quatre jours, le titre Casseurs Flowters Infinity, sur lequel Orelsan a invité son complice de toujours et seconde moitié du duo Casseurs Flowters, Gringe. Alors que la date de rendu de l'album approche, l'écriture des chansons Civilisation et Évidemment n'est pas encore terminée – cette dernière sera complétée, pour la part d'Orelsan, une semaine avant la date limite. La voix d'Orelsan est enregistré dans les deux dernières semaines, mais l'équipe de production met « 4 à 5 jours » pour retrouver les mêmes conditions d'enregistrement que les démos, nécessaires sur certains morceaux. Phazz qualifie le mixage de Civilisation de vrai « enfer ». Alors qu'Orelsan et son entourage s'affèrent à finaliser l'album, l'artiste doit également commencer la promotion relative à la sortie dudit album et du documentaire Montre jamais ça à personne : participer aux interviews, valider la direction artistique de l'album, préparer la tournée de concerts, etc. Le 13 octobre 2021, Angèle annonce à Orelsan qu'elle n'est pas satisfaite de son texte ni disponible pour enregistrer sa voix sur le morceau Évidemment, qui se voit donc exclu de Civilisation.
Le 14 octobre 2021, Skread termine l'instrumentale de Manifeste, tandis que Phazz et Nk.F travaille le mixage et le mastering de l'album. Le dernier texte à être écrit est le couplet final du titre Civilisation : Orelsan le voulait initialement plus long, mais Skread l'en dissuade au profit d'une outro dont la force réside dans sa concision.
Civilisation devait être rendu le 15 octobre 2021 à midi, la production de l'album se conclut finalement vingt-quatre heures plus tard, le 16 octobre 2021, après l'achèvement du mixage et du mastering de l'album.

#### Civilisation perdue
Vers mars 2022, après avoir visionné les images tournées par son frère Clément durant les première sessions d'écriture de Civilisation deux ans plus tôt, Orelsan redécouvre certaines maquettes qui furent à l'époque jugées trop mauvaises pour continuer la production. L'artiste, qui les considère finalement « pas si nazes », décide de les retravailler et de terminer leur enregistrement.

## Caractéristiques artistiques

### Style et influences
Orelsan imagine, aux prémices du projet, un album de ce qu'il nomme « disco-drill ». L'artiste ne veut pas « ranger [ses] chansons dans des cases » mais affirme « tout le temps [chercher] à faire une musique qui corresponde à [son] âge », considérant sa musique comme du rap « mais aussi de la mélodie ».

### Analyse
Civilisation est une œuvre moins autocentrée et introspective que les trois précédents albums du rappeur, un constat que lui-même reconnait.
Sur ses intentions, Orelsan ne veut pas que son audience interprète l'album « comme une proposition politique ».

### Direction artistique

#### Drapeau
L'élément le plus mémorable de la direction artistique de l'album est un drapeau multicolore, créé pour l'occasion. Civilisation est un album moins introspectif que les précédents travaux d'Orelsan, abordant principalement le sujet de la société : l'artiste s'efface ainsi derrière le drapeau, symbole impersonnel et fédérateur, d'une « sorte de micronation ». En recherchant quels symboles utilisés pour confectionner le drapeau de sa propre nation fictive, Orelsan se renseigne sur la signification des couleurs du drapeau de la France – bleu et rouge pour les couleurs de la ville de Paris, blanc pour la royauté. Le graphiste Rægular est chargé de créer le drapeau sur les idées d'Orelsan : il révélera avoir ébauché près de cent versions de l'objet avant d'arriver à la forme qu'on lui connait.
Le drapeau de Civilisation est plein de significations variées. Les couleurs bleue et rouge sont récupérées du drapeau de la France, pays qu'Orelsan apprécie malgré ses reproches envers la société occidentale, comme il l'écrit sur le titre Civilisation : « Avant, j'rêvais d'quitter la France, j'vais rester, j'préfère qu'on la change ». Ces mêmes nuances peuvent également référencer les couleurs symbolique de Caen et notamment de son club de football, le Stade Malherbe Caen. Le blanc du pavillon français n'est pas gardé car la royauté « n'est pas le délire » du rappeur, qui insinue ainsi que sa micronation ne serait pas une monarchie. Sur la gauche du drapeau est présente une bande de couleur verte, symbolisant à la fois la province et la nature, dont la place au sein d'un pays est jugé importante aux yeux de l'artiste. Un damier gris et blanc est présent sur la droite du drapeau, figurant le caractéristique « fond vide » du logiciel Photoshop, et qui permettrait à chaque personne de s'approprier le pavillon pour le construire à son image : « Ça veut dire [que] si quelqu'un veut mettre plus de vert ou du rose ou du rouge [...] ou s'il veut mettre une tête d'ours, il peut mettre une tête d'ours [...]. » déclare Orelsan. Au centre, un rectangle noir reflétant le respect et l'idée qu'« on peut faire des erreurs » et, par-dessus, un dessin géométrique blanc à la double signification : l'artiste y voit un shuriken, incarnant la défense armée de son pays, et une étoile, représentant l'espoir et la diversité de croyances de sa population.

#### Emballage
Le disque est originellement vendu dans un boitier transparent sur lequel est inscrit en blanc le titre de l'album, le nom de l'édition limitée et son nombre d'exemplaires correspondant, ainsi que le numéro unique de la copie. Le fourreau cartonné, présentant la pochette au recto et la liste des titres au verso, s’insère horizontalement.
Civilisation perdue, la réédition augmentée de l'album, abandonne le jeu de transparence de l'édition originale, le boîtier se voyant affublé d'un livret noir contenant « une sélection de [photographies] » et où l'on retrouve le drapeau sur sa couverture. Le fourreau délaisse la photographie d'Alice Moitié pour un aplat noir uniquement agrémenté de l'étoile du drapeau.

#### Disques en éditions limitées

Le visuel du titre Du propre comporte les armoiries de la ville de Caen, où Orelsan a passé son adolescence.

Orelsan, Skread et Rægular réfléchissent à un format physique mémorable pour la parution de Civilisation : « Les gens achètent des CD mais la plupart du temps, ils [ne] les écoutent pas, moi le premier, [...] [alors] on s'est dit autant faire un bel objet » déclare le rappeur. Sur le modèle des jeux de cartes à collectionner dont l'artiste et son frère sont friands, ils cherchent à créer un sentiment de surprise et de satisfaction au déballage de l'album. Avec le boîtier transparent, le disque est présenté comme l'élément le plus valorisé au sein de l'objet.
Quinze rondelles de disques différentes, à l'image des quinze titres de l'album, sont confectionnées par Rægular. Elles sont toutes produites en exemplaires limités et sont proposées à la précommande avant la sortie de l'album. Les éditions limitées non-vendues lors de la période de précommande ont ensuite étés distribués aléatoirement dans les points de vente du monde entier.
Le visuel représentant le titre Shonen fait référence à l'univers graphique des mangas, dont Orelsan est un grand fan. La Quête est représenté sous la forme d'un disque compact enregistrable, dit « CD à graver », un moyen répandu de stocker des données à partir des années 1990 et qui évoque la nostalgie de la jeunesse de l'artiste. L'illustration de Du propre présente les armoiries et les couleurs de la ville de Caen, à laquelle le rappeur est très attaché et où il passa son adolescence – Rægular dévoilera qu'une photographie d'une broche de kebab a été envisagée, en référence au fast-food Magic Beau Gosse de Caen mentionné dans la chanson. Bébéboa est représenté par une canette de bière, ouverte et consommée, vue d'en haut, symbolisant l'alcool peu cher que les personnes alcoolodépendantes se procurent en quantité. L'édition Rêve mieux comporte une multitude d'émojis, idéogrammes massivement utilisés sur les réseaux sociaux que la chanson dénonce. Seul avec du monde autour est représenté par un panorama stéréographique, c'est-à-dire une photographie à 360 degrés, d'une plage au coucher de soleil où seule une personne est présente. Le visuel de Manifeste propose une photographie en négatif, aux teintes verte et noire, montrant un black bloc, fumigène à la main et dont la tête est astucieusement masquée par le trou du disque. L'Odeur de l'essence est représenté par une flaque du même liquide, insinué par les reflets iridescents caractéristiques du carburant. La photographie représentant Jour Meilleur est basée sur une parole de la chanson – « Quand [tu as le] désert à traverser, il y a rien à faire, sauf d'avancer » – et dépeint une étendue de sable infinie sous un ciel bleu profond, dont les tons sont très saturés. Baise le Monde est représenté par une boule à facettes, symbole de la fête chez les jeunes adultes, dont les reflets peignent la forme des continents du globe terrestre, et en particulier celle de l'Afrique, pour souligner les différences de qualité de vie à travers le monde. Le titre Casseurs Flowters Infinity est exprimé par une composition typographique sobre, centrée sur les initiales manuscrites issues du logo du duo. Dernier verre est représenté par un bloc de texte distordu répétant le titre du morceau ainsi que le nom des artistes. Le visuel de Ensemble propose deux alliances en or rose imbriquées l'une dans l'autre, suggérant l'impossibilité de séparer deux personnes qui s'aiment. Athéna est représenté par la photographie d'une Drachme, pièce de monnaie de la Grèce antique sur laquelle le profil de la déesse a été pressé. Pour finir, le visuel du titre Civilisation n'est autre que le même drapeau présent sur la pochette de l'album.
| Titre                      | Nombre d'exemplaires |
| -------------------------- | -------------------- |
| Shonen                     | 5000                 |
| La Quête                   | 500                  |
| Du propre                  | 3000                 |
| Bébéboa                    | 5000                 |
| Rêve mieux                 | 3000                 |
| Seul avec du monde autour  | 30000                |
| Manifeste                  | 30000                |
| L'Odeur de l'essence       | 4000                 |
| Jour meilleur              | 30000                |
| Baise le monde             | 30000                |
| Casseurs Flowters Infinity | 2000                 |
| Dernier Verre              | 1500                 |
| Ensemble                   | 2000                 |
| Athéna                     | 4000                 |
| Civilisation               | 30000                |

À la sortie de l'album, le 19 novembre 2021, sont introduites quatre nouvelles éditions respectivement Verte, Bleue, Rouge et Noire, en référence aux couleurs du projet. Le visuel présent sur le disque consiste, pour toutes ces éditions, en un aplat de la couleur correspondante agrémenté des lettres en surimpression : lorsque l'on aligne les quatre disques dans le bon ordre, ces mêmes lettres forment le titre de l'album, Civilisation. Le 21 décembre 2021, Orelsan annonce sur ses réseaux sociaux la mise en vente d'une édition Shuriken, où l'arme blanche est représentée par des formes géométriques reprenant les couleurs du projet, ainsi qu'une édition Rægular pour remercier et célébrer le travail du graphiste sur Civilisation. Toutes ces nouvelles éditions sont éditées à 30 000 exemplaires chacune.

## Liste des pistes
Tous les titres sont écrits par Orelsan et composés et réalisés par Skread, sauf mention contraire.
| Civilisation | Civilisation                              | Civilisation              | Civilisation                        | Civilisation | Civilisation | Civilisation | Civilisation | Civilisation | Civilisation |
| No           | Titre                                     | Paroles                   | Musique                             | Durée        |              |              |              |              |              |
| ------------ | ----------------------------------------- | ------------------------- | ----------------------------------- | ------------ | ------------ | ------------ | ------------ | ------------ | ------------ |
| 1.           | Shonen                                    |                           |                                     | 2:33         |              |              |              |              |              |
| 2.           | La Quête                                  |                           | Phazz, Skread                       | 4:04         |              |              |              |              |              |
| 3.           | Du propre                                 |                           |                                     | 3:47         |              |              |              |              |              |
| 4.           | Bébéboa                                   |                           | Orelsan, Eddie Purple               | 3:02         |              |              |              |              |              |
| 5.           | Rêve mieux                                |                           | Phazz                               | 3:44         |              |              |              |              |              |
| 6.           | Seul avec du monde autour                 |                           |                                     | 3:28         |              |              |              |              |              |
| 7.           | Manifeste                                 |                           |                                     | 7:22         |              |              |              |              |              |
| 8.           | L'Odeur de l'essence                      |                           | Phazz, Skread                       | 4:42         |              |              |              |              |              |
| 9.           | Jour meilleur                             |                           |                                     | 3:01         |              |              |              |              |              |
| 10.          | Baise le monde                            |                           |                                     | 3:45         |              |              |              |              |              |
| 11.          | Casseurs Flowters Infinity (feat. Gringe) | Orelsan, Gringe           |                                     | 3:08         |              |              |              |              |              |
| 12.          | Dernier verre (feat. The Neptunes)        | Orelsan, Pharell Williams | Pharell Williams, Chad Hugo, Skread | 3:23         |              |              |              |              |              |
| 13.          | Ensemble (feat. Skread)                   |                           |                                     | 4:43         |              |              |              |              |              |
| 14.          | Athéna                                    |                           | Phazz                               | 2:52         |              |              |              |              |              |
| 15.          | Civilisation                              |                           |                                     | 4:05         |              |              |              |              |              |
| 57:43        |                                           |                           |                                     |              |              |              |              |              |              |

| Civilisation perdue | Civilisation perdue       | Civilisation perdue       | Civilisation perdue | Civilisation perdue | Civilisation perdue | Civilisation perdue | Civilisation perdue | Civilisation perdue | Civilisation perdue |
| No                  | Titre                     | Compositeurs              | Durée               |                     |                     |                     |                     |                     |                     |
| ------------------- | ------------------------- | ------------------------- | ------------------- | ------------------- | ------------------- | ------------------- | ------------------- | ------------------- | ------------------- |
| 1.                  | Intro Civilisation perdue | Skread, Phazz             | 2:41                |                     |                     |                     |                     |                     |                     |
| 2.                  | Les aventures de MiniSan  | Phazz                     | 4:46                |                     |                     |                     |                     |                     |                     |
| 3.                  | Toujours perdu quand même | Skread                    | 3:38                |                     |                     |                     |                     |                     |                     |
| 4.                  | Juste un dernier          | Phazz                     | 3:09                |                     |                     |                     |                     |                     |                     |
| 5.                  | Ok... Super...            | Phazz, Aurélien Cotentin  | 2:22                |                     |                     |                     |                     |                     |                     |
| 6.                  | Ah la France              | Skread, Aurélien Cotentin | 2:31                |                     |                     |                     |                     |                     |                     |
| 7.                  | Point de rupture          | Phazz                     | 3:42                |                     |                     |                     |                     |                     |                     |
| 8.                  | Nous contre le monde      | Eddie Purple              | 2:47                |                     |                     |                     |                     |                     |                     |
| 9.                  | Évidemment (feat. Angèle) | Skread, Phazz             | 3:26                |                     |                     |                     |                     |                     |                     |
| 10.                 | On a gagné                | Skread                    | 4:05                |                     |                     |                     |                     |                     |                     |
| 33:07               |                           |                           |                     |                     |                     |                     |                     |                     |                     |

## Clips vidéo
| Titre                | Date de sortie   | Nombre de vues sur YouTube (Données du 13/08/2025) |
| -------------------- | ---------------- | -------------------------------------------------- |
| L'Odeur de l'essence | 17 novembre 2021 | 31 737 316                                         |
| Jour meilleur        | 16 décembre 2021 | 32 844 224                                         |
| La Quête             | 3 mars 2022      | 58 610 824                                         |
| Du propre            | 16 juin 2022     | 8 160 992                                          |
| Ensemble             | 13 juillet 2022  | 5 537 637                                          |

Pour la promotion de Civilisation, cinq clips vidéo sont réalisés en l'espace de sept mois.

###### L'Odeur de l'essence
Le clip musical de L'Odeur de l'essence est réalisé par David Tomaszewski, collaborateur de longue date d'Orelsan, qui fut notamment « directeur artistique » sur Le Chant des Sirènes (2011) et sa promotion. Tomaszewski retrouve Orelsan et son équipe, avec qui il n'a plus collaborer depuis 2014, dans le cadre de la réalisation du documentaire Montre jamais ça à personne (2021). Aux alentours du 1er novembre 2021, au cours d'une conversation, Tomaszewski avertit Orelsan qu'il juge que « le clip, c'est fini [, qu'il] est difficile de faire quelque chose d'original et de nouveau » – ce qui n'empêche pas ce dernier de le recontacter quatre jours plus tard pour lui demander de réaliser le clip du single principal de Civilisation. La situation est urgente car il ne reste que « deux semaines » pour réaliser la vidéo. Tomaszewski est alors vu par Orelsan comme « la bonne personne [qui arrive] au bon moment ». Tomaszewski accepte dans la foulée, ayant « vraiment envie de refaire un truc » avec le rappeur. La préparation du clip, avec le réalisateur et l'artiste, commence dès le lendemain. Orelsan imagine une mise en scène théâtrale ainsi qu'un tournage en studio. Parallèlement, Tomaszewski visite et obtient l'accès à un plateau comportant une technologie nouvelle : un écran LED démesuré permettant de s'affranchir des fonds verts, une avancée technique qui a notamment fait ses preuves sur la série télévisée The Mandalorian. Le réalisateur ne cherche pas à utiliser ce plateau pour créer l'illusion du décor, la caméra quittant intentionnellement le champ de l'écran, car il préfère l'investir et en faire une sorte d'« atelier d'artiste, [...] un quartier général, [...] une espèce de grosse Batcave ».
Au même titre que la chanson, la vidéo musicale est sombre, explosive et assurément politique, en véritable reflet de son époque. Durant l'introduction du morceau, un plan au steadicam évolue dans un atelier obscur mais moderne. On y retrouve les acolytes de toujours d'Orelsan : Skread travaillant sur son logiciel de MAO, Ablaye assis sur un canapé de cuir noir et Clément Cotentin sortant d'un luxueux SUV. Le rappeur émerge de derrière un paravent et se dirige, avec la caméra, vers le centre du plateau. L'écran affiche alors des images de la ville de Paris avant que des performeurs ne sortent d'une rame de métro. Lorsque le rappeur assène un impératif « Regarde ! », l'écran géant affiche un plan serré de sa tête sur un fond noir, non pas sans rappeler le personnage de Big Brother dans l'adaptation cinématographique de 1984 (1949). Durant le premier couplet, alors qu'Orelsan pose la réalité d'une société tiraillée par les opinions extrêmes, le rappeur se fait bousculer au milieu d'une foule d'anonymes, comme si chacun avait décidé de la direction dans laquelle marcher sans se soucier de percuter quelqu'un sur sa route. Les vidéos affichées sur l'écran accompagnent et mettent en image les paroles de la chanson : camp de réfugié, grands ensembles HLM, glacier s'effondrant dans la mer, décharge qui semble infinie – des problèmes sociétaux d'une actualité terrifiante. Arrivant au pont, au rythme plus reposé comme si l'artiste devait reprendre son souffle, Orelsan fait semblant de lancer un cocktail Molotov sur l'écran qui s'embrase et affiche des plans serrés d'incendies, noyant la scène de nuances d'orange. La chanson repart avec des images des manifestations des Gilets Jaunes, du Casino de Monte-Carlo ou encore d'une petite fille utilisant un fusil à pompe. Lorsqu'Orelsan adresse le terme réducteur de « mongols », des policiers viennent violemment interpeller les performeurs autour de lui, avant que l'écran ne montre des vidéos de policiers de la CRS en action durant une manifestation. À la seconde mention de ce terme, l'écran affiche des images de la Statue équestre de Gengis Khan puis, lorsqu'il exprime la chute des différents empires, on peut voir une ville s'effondrer, possiblement due à une guerre. Sont également représentés des circuits imprimés lorsque l'artiste évoque les deepfakes et le jeu de plateau Monopoly pour parler de la corruption. Sur un très court moment, Orelsan est vu comme ayant des pupilles entièrement blanches : Tomaszewski intègre ici un clin d'œil au personnage de Raelsan, créé dix ans plus tôt, qui comporte la même caractéristique. Les performeurs s'attaquent entre eux quand l'artiste évoque la compétition latente et donc l'idée de méritocratie à l'école ou au travail. Quand Orelsan conclut sa chanson par un constat d'une civilisation qui « va droit vers le crash », les vidéos s'arrêtent aussi abruptement que le titre et seul la mention de « crash », en blanc sur un fond noir, ne persiste.
Le clip de L'Odeur de l'essence est publié sur YouTube le 17 novembre 2021, deux jours avant la sortie de Civilisation : une décision assumée par Orelsan et Skread, qui ne veulent pas « sortir un morceau longtemps avant » la parution de l'album.

###### Jour meilleur
La vidéo musicale de Jour meilleur est également réalisé par David Tomaszewski.

###### La quête
Le clip de La quête, sorti le 3 mars 2022, est réalisé par Victor Haegelin.

###### Du propre
Le clip vidéo de Du propre, sorti le 16 juin 2022, est réalisé par Kourtrajmeuf.

###### Ensemble
Quentin Deronzier réalise le dernier clip en date d'Orelsan, Ensemble, publié le 13 juillet 2022.

## Titres certifiés en France

### Civilisation
Tous les titres de l'album (hors réédition) sont certifiés : 
- Shonen  Platine[34]
- La quête  Diamant[35]
- Du propre  Diamant[36]
- Bébéboa  Or[37]
- Rêve mieux  Or[38]
- Seul avec du monde autour  Platine[39]
- Manifeste  Or[40]
- L'Odeur de l'essence  Diamant[41]
- Jour meilleur  Diamant[42]
- Baise le monde  Or[43]
- Casseurs Flowters Infinity (feat. Gringe)  Platine[44]
- Dernier verre (feat. The Neptunes)  Or[45]
- Ensemble (feat. Skread)  Platine[46]
- Athéna  Platine[47]
- Civilisation  Or[48]

### Civilisation perdue
- Évidemment (feat. Angèle)  Platine[49]

## Parution

### Sortie et promotion
Le 26 octobre 2021, Orelsan annonce la sortie de Civilisation pour le 19 novembre 2021. Il dévoile par la même occasion la pochette ainsi que la liste des titres du disque,. L'album est disponible à la précommande à partir du 29 octobre 2021 à 10 h CEST.
Civilisation est publié lors du week-end le plus fourni en sorties musicales : le 19 novembre 2021 sortent également les albums 30 d'Adele, Noyé de Hatik, Country Rock d'Eddy Mitchell, On lâche pas l'affaire de Bénabar, The Bridge de Sting ou encore Brûler le feu de Juliette Armanet, qui sera nommé pour l'album de l'année aux Victoires de la musique 2022 au même titre que Civilisation.
Le 10 décembre sort l'album au format vinyle.

#### Tournée
Avant qu'Orelsan ne retrouve la scène après la sortie de Civilisation, le dernier concert de l'artiste datait du 23 août 2019 au festival du Cabaret Vert à Charleville-Mézières.
Le 18 juin 2021 est publié le clip de Millions, un titre réalisé pour la mystérieuse compilation No Limit, en collaboration avec Ninho et sur une production signée Skread et Phazz. Si l'association entre deux des rappeurs français les plus populaires est déjà remarquable, c'est un des plans du clip qui interpelle le plus les fans de l'artiste normand : Orelsan y est assis au sommet d'un panneau publicitaire annonçant quatre concerts consécutifs à l'Accor Arena en mars 2022 – premier indice sur un potentiel retour en studio du rappeur, attendu depuis la sortie de la réédition de La Fête est finie en 2018.
Orelsan annonce le 4 octobre 2021, à travers une vidéo postée sur ses réseaux sociaux, une tournée des zéniths de France agrémentée de dates en Belgique et en Suisse et débutant janvier 2022 à Caen. La billetterie de cette tournée ouvre deux jours plus tard, le 6 octobre 2021 à 10 h CEST. La production des concerts, dont la gestion est assurée par Astérios Spectacles, a été travaillée par l'artiste et son équipe, composée d'environ soixante-dix personnes.
À la suite des restrictions liées à la pandémie de Covid-19, les premières dates de la tournée, comprises entre le 15 janvier 2022 et le 12 février 2022, se voient reportées sur une période allant du 27 mars 2022 au 6 mai 2022. Une date supplémentaire est néanmoins planifiée au Zénith de Caen pour que l'artiste inaugure sa tournée dans sa ville de cœur.
Le 25 octobre 2022, sur la scène du Zénith de Rouen, Orelsan interprète pour la première fois et en exclusivité trois titres issus de la réédition Civilisation Perdue, dont la sortie est prévue trois jours plus tard.
| Date                                         | Ville                                 | Pays        | Lieu                                             |
| -------------------------------------------- | ------------------------------------- | ----------- | ------------------------------------------------ |
| 22 février 2022                              | Caen                                  | France      | Zénith de Caen                                   |
| 23 février 2022                              | Bruz (Rennes)                         | France      | MusikHall                                        |
| 24 février 2022                              | Trélazé (Angers)                      | France      | Arena Loire                                      |
| 25 février 2022                              | Nantes                                | France      | Zénith de Nantes Métropole                       |
| 2 mars 2022                                  | Montbéliard                           | France      | L'Axone                                          |
| 3 mars 2022                                  | Amnéville                             | France      | Le Galaxie Amnéville                             |
| 4 mars 2022                                  | Dijon                                 | France      | Zénith de Dijon                                  |
| 5 mars 2022                                  | Eckbolsheim (Strasbourg)              | France      | Zénith Strasbourg Europe                         |
| 10 mars 2022                                 | Pau                                   | France      | Zénith de Pau                                    |
| 11 mars 2022                                 | Floirac (Bordeaux)                    | France      | Arkéa Arena                                      |
| 12 mars 2022                                 | Limoges                               | France      | Zénith Limoges Métropole                         |
| 15 mars 2022                                 | Paris                                 | France      | Accor Arena                                      |
| 16 mars 2022                                 | Paris                                 | France      | Accor Arena                                      |
| 17 mars 2022                                 | Paris                                 | France      | Accor Arena                                      |
| 18 mars 2022                                 | Paris                                 | France      | Accor Arena                                      |
| 19 mars 2022                                 | Paris                                 | France      | Accor Arena                                      |
| 25 mars 2022                                 | Bruxelles                             | Belgique    | Palais 12                                        |
| 26 mars 2022                                 | Reims                                 | France      | Reims Arena                                      |
| 27 mars 2022 (reportée du 20 janvier 2022)   | Lille                                 | France      | Zénith de Lille                                  |
| 31 mars 2022 (reportée du 27 janvier 2022)   | Toulouse                              | France      | Zénith de Toulouse Métropole                     |
| 1er avril 2022 (reportée du 26 janvier 2022) | Cournon-d'Auvergne (Clermont-Ferrand) | France      | Zénith d'Auvergne                                |
| 15 avril 2022 (reportée du 12 février 2022)  | Le Grand-Saconnex (Genève)            | Suisse      | Arena de Genève (en)                             |
| 16 avril 2022 (reportée du 5 février 2022)   | Grenoble                              | France      | Palais des Sports Pierre Mendès France           |
| 25 avril 2022 (reportée du 21 janvier 2022)  | Amiens                                | France      | Zénith d'Amiens                                  |
| 26 avril 2022 (reportée du 29 janvier 2022)  | Orléans                               | France      | Zénith d'Orléans                                 |
| 27 avril 2022 (reportée du 19 janvier 2022)  | Le Grand-Quevilly (Rouen)             | France      | Zénith de Rouen                                  |
| 28 avril 2022 (reportée du 15 janvier 2022)  | Caen                                  | France      | Zénith de Caen                                   |
| 4 mai 2022 (reportée du 28 janvier 2022)     | Lyon                                  | France      | Halle Tony-Garnier                               |
| 5 mai 2022 (reportée du 4 février 2022)      | Marseille                             | France      | Le Dôme                                          |
| 6 mai 2022 (reportée du 3 février 2022)      | Nice                                  | France      | Palais Nikaïa                                    |
| 18 juin 2022                                 | Lyon                                  | France      | Inversion Fest' (Stade de Gerland)               |
| 19 juin 2022                                 | Nîmes                                 | France      | Festival de Nîmes (Arènes de Nîmes)              |
| 24 juin 2022                                 | Paris                                 | France      | Solidays (Hippodrome de Longchamp)               |
| 25 juin 2022                                 | Maxéville (Nancy)                     | France      | Nancy Open Air (Zénith de Nancy)                 |
| 2 juillet 2022                               | Marmande                              | France      | Garorock                                         |
| 3 juillet 2022                               | Nort-sur-Erdre (Nantes)               | France      | La Nuit de l'Erdre                               |
| 6 juillet 2022                               | Aix-les-Bains                         | France      | Musilac                                          |
| 7 juillet 2022                               | Albi                                  | France      | Festival Pause Guitare                           |
| 8 juillet 2022                               | Céret                                 | France      | Les Déferlantes Sud de France                    |
| 9 juillet 2022                               | Hérouville-Saint-Clair (Caen)         | France      | Festival Beauregard (Domaine de Beauregard)      |
| 10 juillet 2022                              | Liège                                 | Belgique    | Les Ardentes                                     |
| 16 juillet 2022                              | La Rochelle                           | France      | Francofolies de la Rochelle                      |
| 17 juillet 2022                              | Carhaix-Plouguer                      | France      | Festival des Vieilles Charrues                   |
| 21 juillet 2022                              | Vitrolles                             | France      | Jardin Sonore Festival                           |
| 22 juillet 2022                              | Briouze                               | France      | Festival Art Sonic                               |
| 23 juillet 2022                              | Nyon (Genève)                         | Suisse      | Paléo Festival                                   |
| 24 juillet 2022                              | Aulnoye-Aymeries                      | France      | Les Nuits secrètes                               |
| 28 juillet 2022                              | Civray                                | France      | Festival Au fil du son                           |
| 29 juillet 2022                              | Vienne                                | France      | Théâtre antique                                  |
| 30 juillet 2022                              | Gignac                                | France      | Ecaussystème                                     |
| 31 juillet 2022                              | Carcassonne                           | France      | Festival de Carcassonne (Théâtre Jean-Deschamps) |
| 2 août 2022                                  | Ajaccio                               | France      | AIÒ Festival (Théâtre de verdure du Casone)      |
| 5 août 2022                                  | Ronquières                            | Belgique    | Ronquières Festival                              |
| 14 août 2022                                 | Apt                                   | France      | Insane Festival                                  |
| 15 août 2022                                 | Lescar (Pau)                          | France      | Festival Emmaüs Lescar-Pau                       |
| 19 août 2022                                 | Charleville-Mézières                  | France      | Le Cabaret Vert                                  |
| 27 août 2022                                 | Château-Gontier-sur-Mayenne           | France      | V and B Fest'                                    |
| 23 septembre 2022                            | Antananarivo                          | Madagascar  | Palais des Sports Mahamisana                     |
| 25 octobre 2022                              | Le Grand-Quevilly (Rouen)             | France      | Zénith de Rouen                                  |
| 26 octobre 2022                              | Caen                                  | France      | Zénith de Caen                                   |
| 27 octobre 2022                              | Caen                                  | France      | Zénith de Caen                                   |
| 28 octobre 2022                              | Bruz (Rennes)                         | France      | MusikHall                                        |
| 29 octobre 2022                              | Bruz (Rennes)                         | France      | MusikHall                                        |
| 2 novembre 2022 (date annulée)               | Wembley (Londres)                     | Royaume-Uni | Wembley Arena                                    |
| 4 novembre 2022                              | Bruxelles                             | Belgique    | Palais 12                                        |
| 5 novembre 2022                              | Bruxelles                             | Belgique    | Palais 12                                        |
| 6 novembre 2022                              | Eckbolsheim (Strasbourg)              | France      | Zénith Strasbourg Europe                         |
| 12 novembre 2022                             | Nantes                                | France      | Zénith de Nantes Métropole                       |
| 15 novembre 2022                             | Lyon                                  | France      | Halle Tony-Garnier                               |
| 18 novembre 2022                             | Nantes                                | France      | Zénith Nantes Métropole                          |
| 19 novembre 2022                             | Floirac (Bordeaux)                    | France      | Arkéa Arena                                      |
| 20 novembre 2022                             | Toulouse                              | France      | Zénith de Toulouse Métropole                     |
| 21 novembre 2022                             | Floirac (Bordeaux)                    | France      | Arkéa Arena                                      |
| 25 novembre 2022                             | Lille                                 | France      | Zénith de Lille                                  |
| 26 novembre 2022                             | Lille                                 | France      | Zénith de Lille                                  |
| 29 novembre 2022                             | Pérols (Montpellier)                  | France      | Sud de France Arena                              |
| 30 novembre 2022                             | Marseille                             | France      | Le Dôme                                          |
| 1er décembre 2022                            | Le Grand-Saconnex (Genève)            | Suisse      | Arena de Genève                                  |
| 8 décembre 2022                              | Nanterre (Paris)                      | France      | Paris La Défense Arena                           |
| 9 décembre 2022                              | Nanterre (Paris)                      | France      | Paris La Défense Arena                           |
| 10 décembre 2022                             | Nanterre (Paris)                      | France      | Paris La Défense Arena                           |

Orelsan aura joué quatre-vingt concerts en 2022 dans le cadre de la promotion de Civilisation. La salle la plus jouée durant cette tournée est l'Accor Arena de Paris avec cinq performances consécutives, suivie du Zénith de Caen avec quatre concerts.

#### Vidéographie

##### Montre jamais ça à personne
Montre jamais ça à personne est une série documentaire française créée par Clément Cotentin, frère d'Orelsan, et Christophe Offenstein. Diffusée à partir du 15 octobre 2021 sur Prime Video, elle précède d'un mois la sortie de Civilisation.
Monté sur deux ans, Le documentaire retrace la vie et la carrière d'Orelsan au travers d'images filmées par son frère du milieu des années 2000 à la sortie de La Fête est finie en 2017.
En conclusion du sixième et dernier épisode de la première saison sont brièvement montrées des images d'Orelsan planchant sur l'écriture de nouvelles musiques. Onze jours après le lancement de la série, le rappeur officialise enfin son retour en annonçant la date de sortie de Civilisation.

## Accueil

#### Accueil critique
Le Temps regrette à Civilisation « un hymne de l'ampleur de Basique ».
L'album fait également réagir des personnalités. Selon Libération, le président de la République française Emmanuel Macron se serait fendu d'un commentaire positif à propos du titre L'Odeur de l'essence, alors même que sa fonction de chef d'état y est attaqué : « C’est bien vu. [Orelsan] est quand même quelqu’un qui dépeint la société comme un sociologue ». Le comédien Jean-Paul Rouve déclare au même journal écouter Civilisation en boucle : « C’est l’héritier de Brassens et Renaud. Il fait partie aujourd’hui de l’histoire de la chanson française ».

#### Accueil commercial
Deux heures après le lancement de la période de précommande de Civilisation, le 29 octobre 2021, 40 000 disques sont déjà vendus. Alors qu'Orelsan n'a encore dévoilé aucune chanson, l'album totalise environ 56 000 précommandes.
L'album totalise 94 306 ventes et écoutes sur les plateformes de streaming seulement trois jours après sa sortie, arrivant presque au même nombre d'équivalents ventes que La fête est finie (2017) après une semaine de commercialisation. Civilisation atteint 138 929 équivalents ventes, dont 96 615 copies physiques, après une semaine, signant le meilleur démarrage de l'année 2021 tout styles confondus,.
Au sein de son genre, le rap français, Civilisation décroche le record du plus gros démarrage en première semaine depuis l'ère du streaming, en devançant Deux Frères (2019) du groupe PNL et ses 113 214 équivalents ventes en sept jours. Orelsan ne parvient néanmoins pas à battre le record d'IAM, établi le 18 mars 1997 avec L'École du micro d'argent (1997) et ses 100 000 exemplaires physiques vendus dès le premier jour, à une époque où le streaming n'existait pas.
Le 1er janvier 2022, le SNEP annonce que Civilisation est l'album le plus vendu de l'année 2021, en seulement un mois et douze jours de commercialisation, avec 338 463 équivalents ventes,.

#### Postérité
Un mois après la sortie de Civilisation, le fast-food Magic Beau Gosse de Caen, mentionné sur le titre Du propre, enregistre une progression de 30 % de sa fréquentation.
Le drapeau représentant le projet est encadré et affiché sur un mur de l'Accor Arena. L'exemplaire est personnalisé : le damier gris et blanc est remplacé par une photo de la salle et l'artiste normand l'a dédicacé en écrivant « J'pose un Bercy sur toute la semaine », en référence aux paroles du titre Shonen[réf. nécessaire].

## Classements et certifications

#### Classements
Établissant le record de ventes en première semaine dans l'histoire du rap français depuis l'ère du streaming, l'album entre directement en tête des ventes en France la semaine suivant sa sortie. Lors de sa deuxième semaine d'exploitation, l'album s'écoule à près de 50 000 exemplaires et garde toujours la première place du Top Albums lors de la semaine du 3 décembre 2021,.

#### Certifications et ventes en France
Civilisation est déjà éligible au disque d'or avant sa sortie à la suite de ses 56 000 précommandes,. L'album décroche le premier disque de platine après une semaine d'exploitation, puis, un mois après sa sortie, il est certifié triple disque de platine. Civilisation devient disque de diamant le 29 avril 2022 : avec cinq mois et dix jours de commercialisation, il s'agit du disque de diamant obtenu le plus rapidement dans l'histoire du rap français.
| Région | Certification | Ventes/Streams |
| ------ | ------------- | -------------- |
| France | Diamant       | 612 520        |

## Distinction
- Victoires de la musique 2022 : nomination pour la Victoire de l'album.

## Crédits

### Musiciens
- Skread – batterie électronique, synthétiseur, programmation (sauf pistes 4, 5 et 14)
- Phazz – batterie électronique, synthétiseur, programmation (pistes 2, 7, 8, 13 et 15)
- Eddie Purple – guitare (pistes 4 et 9), guitare basse (piste 13)
- Pharrell Williams – batterie électronique, synthétiseur, programmation (piste 12)
- Chad Hugo – batterie électronique, synthétiseur, programmation (piste 12)
- Mike Larson – programmation (piste 12)

### Production
Civilisation est produit et édité par les labels 7th Magnitude (en) et 3e Bureau, filiale de Wagram Music, avec l'intervention de la boîte de production d'Orelsan Strong Ninja, pour le compte de Warner Chappell Music France.

#### Équipe de production
- Skread – production exécutive, réalisation, enregistrement
- Phazz – supervision, production, mixage additionnel et enregistrement
- Ablaye – management[64]
- Nk.F – mixage (sauf piste 12), mastering
- Mike Larson – mixage (piste 12), programmation additionnelle
- Benjamin Joubert – mastering vinyle
- Rægular – direction artistique
- Alice Moitié – photographie